# Manhattan Beach (California)

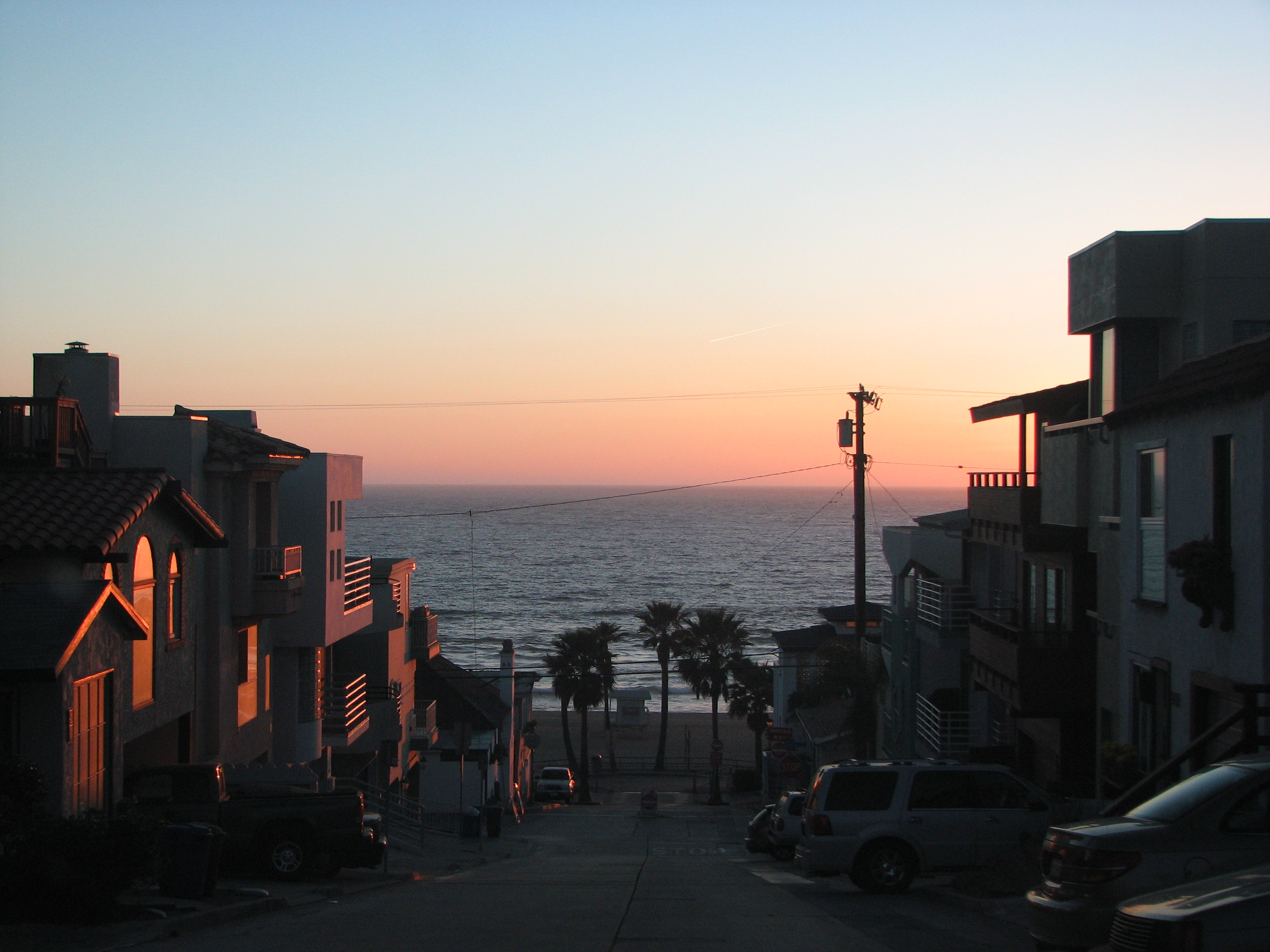
Manhattan Beach con el océano de fondo.

Manhattan Beach, fundada en 1912, es una ciudad del condado de Los Ángeles en el estado estadounidense de California. En el año 2000 tenía una población de 33.852 habitantes y una densidad poblacional de 3,323.1 personas por km².
La ciudad se ubica en la costa del Pacífico, al sur de El Segundo, y al norte de Hermosa Beach, y es un buen lugar para practicar voleibol y surf. Durante el invierno las olas pueden alcanzar hasta los 9-12 pies de altura. Al este se encuentran las ciudades de Hawthorne y Redondo Beach. Es una de las tres ciudades con playa en South Bay. La ciudad es considerada como una de las ciudades de playa más exclusivas de Los Ángeles, convirtiéndola en una de las localidades costeras más caras para vivir en los Estados Unidos, según una de los últimos ranking de la Revista Fortune. Habitualmente, el pueblo rompe con los récords de las ventas inmobiliarias en el condado de Los Ángeles, con precios promedios para las viviendas con vistas al mar que rondan los 2.1 millones.

## Geografía
Manhattan Beach se encuentra ubicada en las coordenadas 33°48′15″N 118°9′29″O / 33.80417, -118.15806. Según la Oficina del Censo, la ciudad tiene un área total de 26,84 km² (10,4 mi²), de la cual 10,19 km² (3,9 mi²) es tierra y 16,66 km² (6,4 mi²) (62.05%) es agua.

## Demografía
Según el censo del 2000, había 33.854 personas, 14.474 hogares y 8.394 familias residiendo en la ciudad. La densidad poblacional fue de 3.325,8/km² (8.606,7/mi²). En Manhattan Beach había 15.034 unidades habitacionales con una densidad promedio de 1.477,0/km² (3.822,3/mi²). La demografía de la ciudad fue de 88,99% blanca, 0,61% afrodescendiente, 0,21% amerindia, 6,04% asiática, 0,12% isleños del pacífico, 1,23% de otras razas y 2,81% de dos o más razas. hispanos o latinos de cualquier raza fueron el 5,19% de la población.
Los ingresos medios por hogar en la localidad eran de $100,750, y los ingresos medios por familia eran $122,686. Los hombres tenían unos ingresos medios de $84,256 frente a los $54,142 para las mujeres. La renta per cápita para la localidad era de $61,136. Alrededor del 3.2% de la población estaban por debajo del umbral de pobreza.